# Antigny (Vendée)
Antigny ist eine französische Gemeinde mit 1035 Einwohnern (Stand 1. Januar 2022) im Département Vendée in der Region Pays de la Loire. Sie gehört zum Kanton La Châtaigneraie im Arrondissement Fontenay-le-Comte. Sie grenzt im Nordwesten an Saint-Maurice-le-Girard, im Nordosten an La Châtaigneraie, im Osten an Loge-Fougereuse, im Südosten an Saint-Maurice-des-Noues, im Süden an Vouvant, im Südwesten und Westen an Rives-du-Fougerais. Die Bewohner nennen sich Antignolais.

## Bevölkerungsentwicklung
| Jahr      | 1962 | 1968 | 1975 | 1982 | 1990 | 1999 | 2008 | 2013 |
| --------- | ---- | ---- | ---- | ---- | ---- | ---- | ---- | ---- |
| Einwohner | 1049 | 955  | 927  | 1027 | 1078 | 1127 | 1005 | 1051 |

## Sehenswürdigkeiten

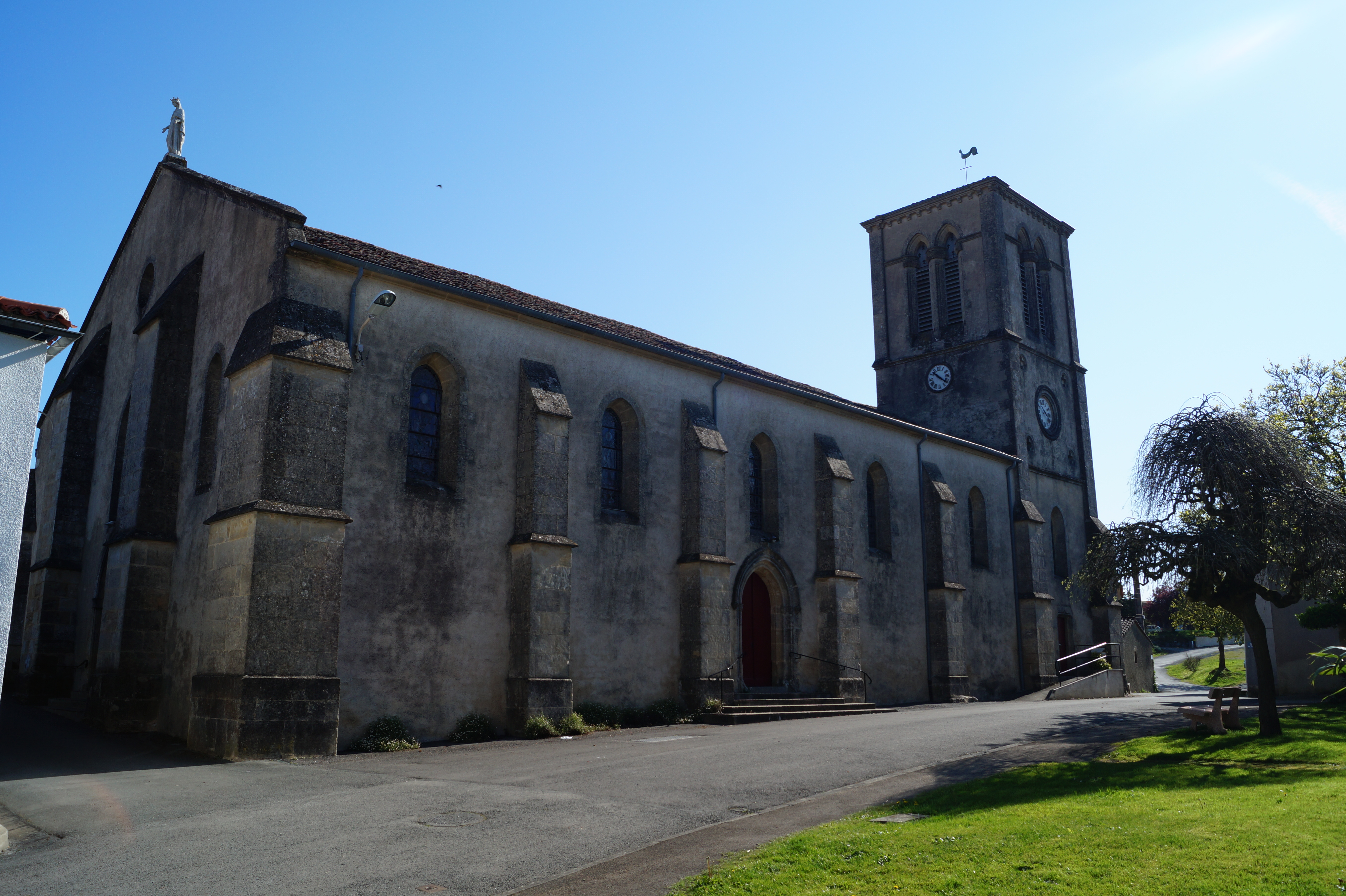
Kirche Saint-Hilaire
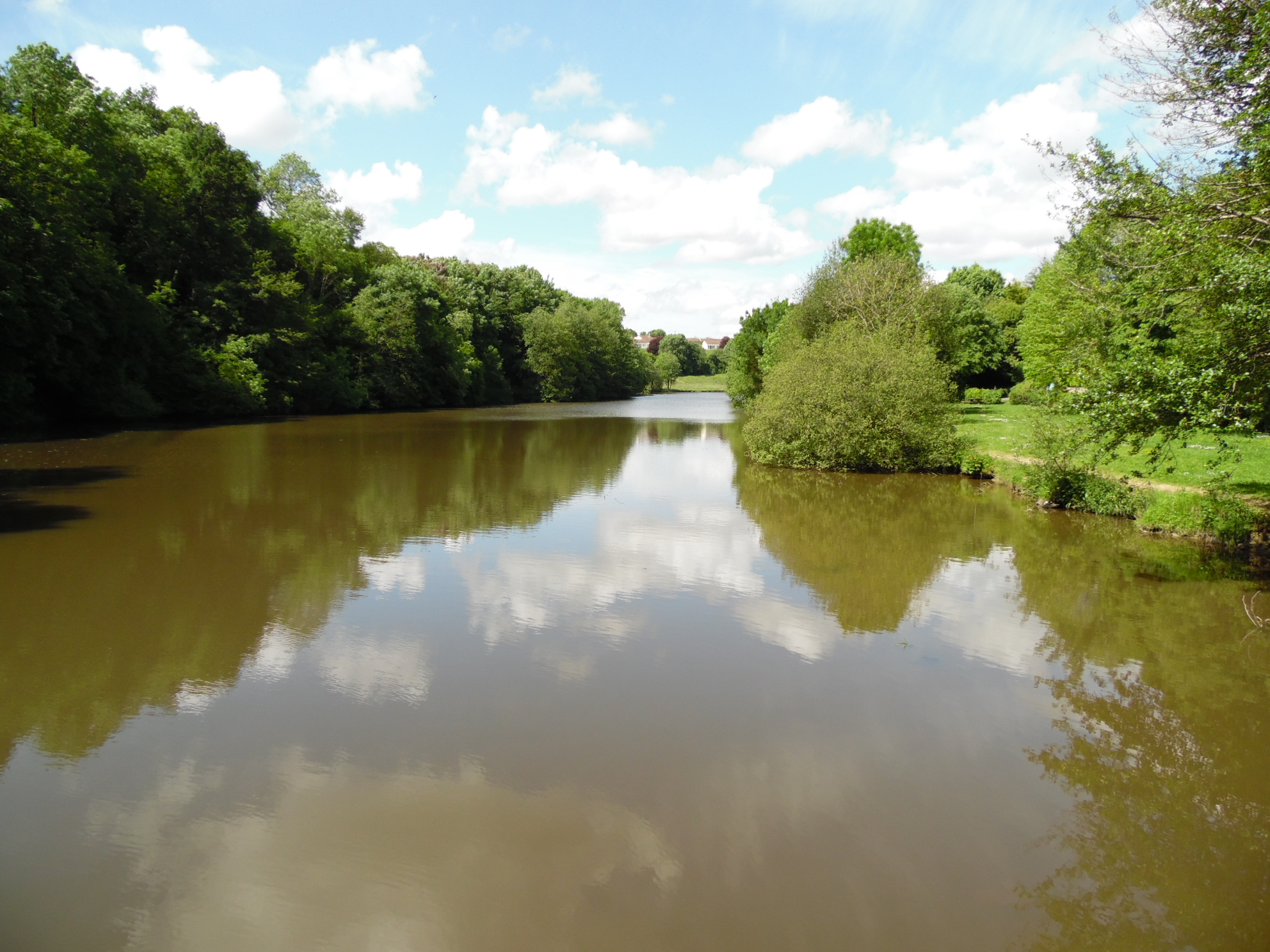
Der Fluss La Mère

- Kirche Saint-Hilaire
- Der Fluss La Mère